# Tulipán

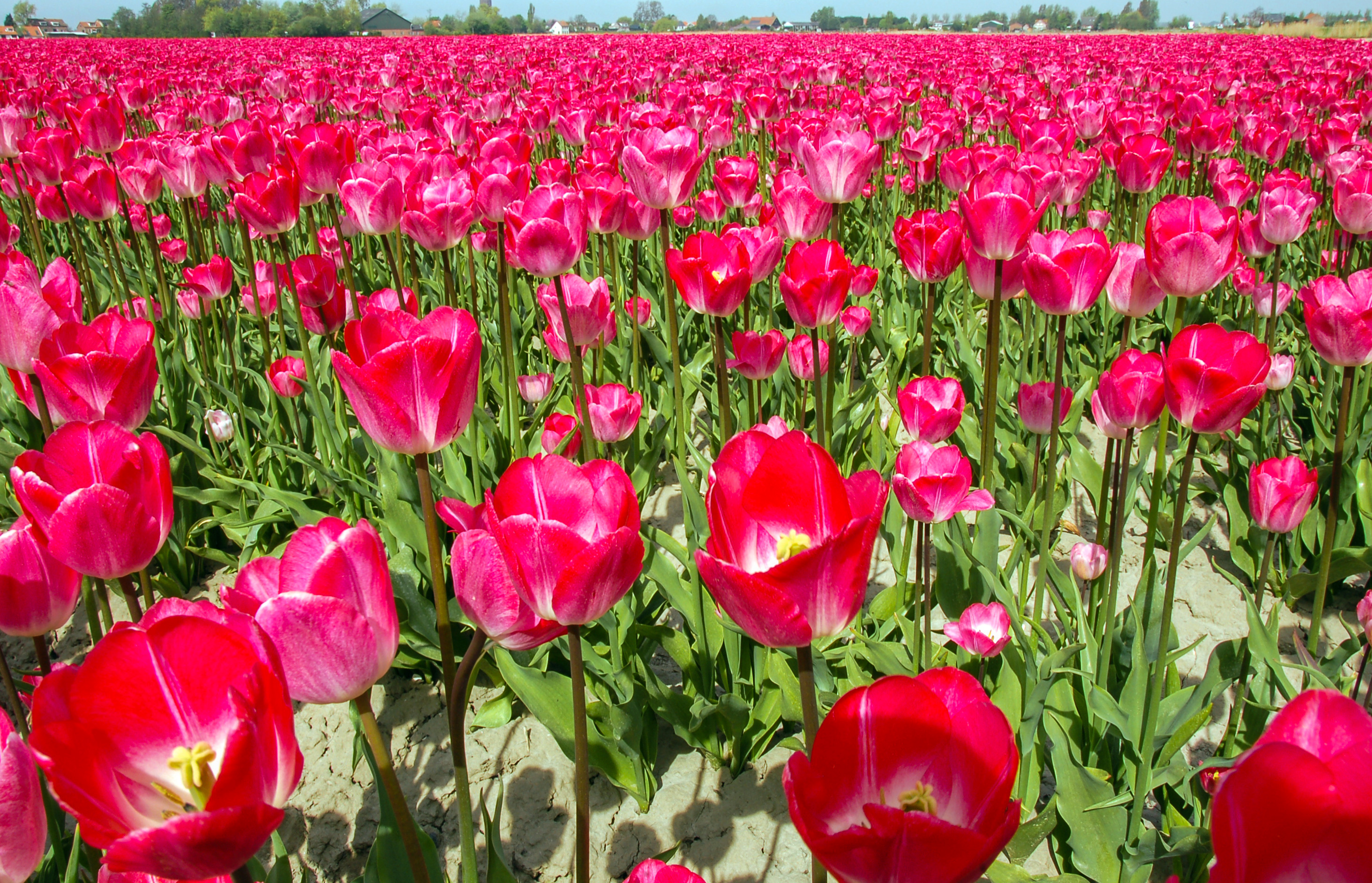
Tulipánové pole v Holandsku

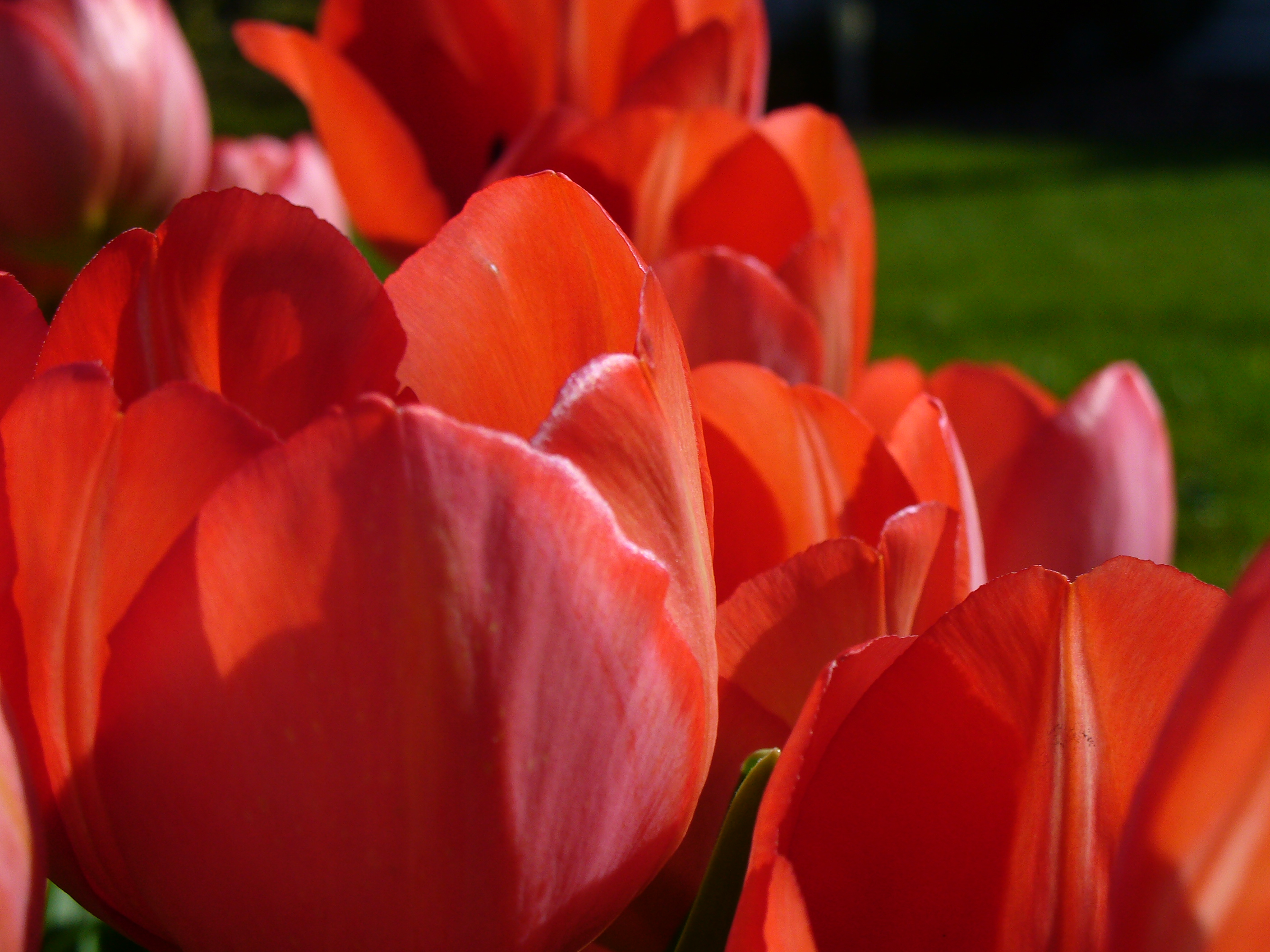
Tulipány

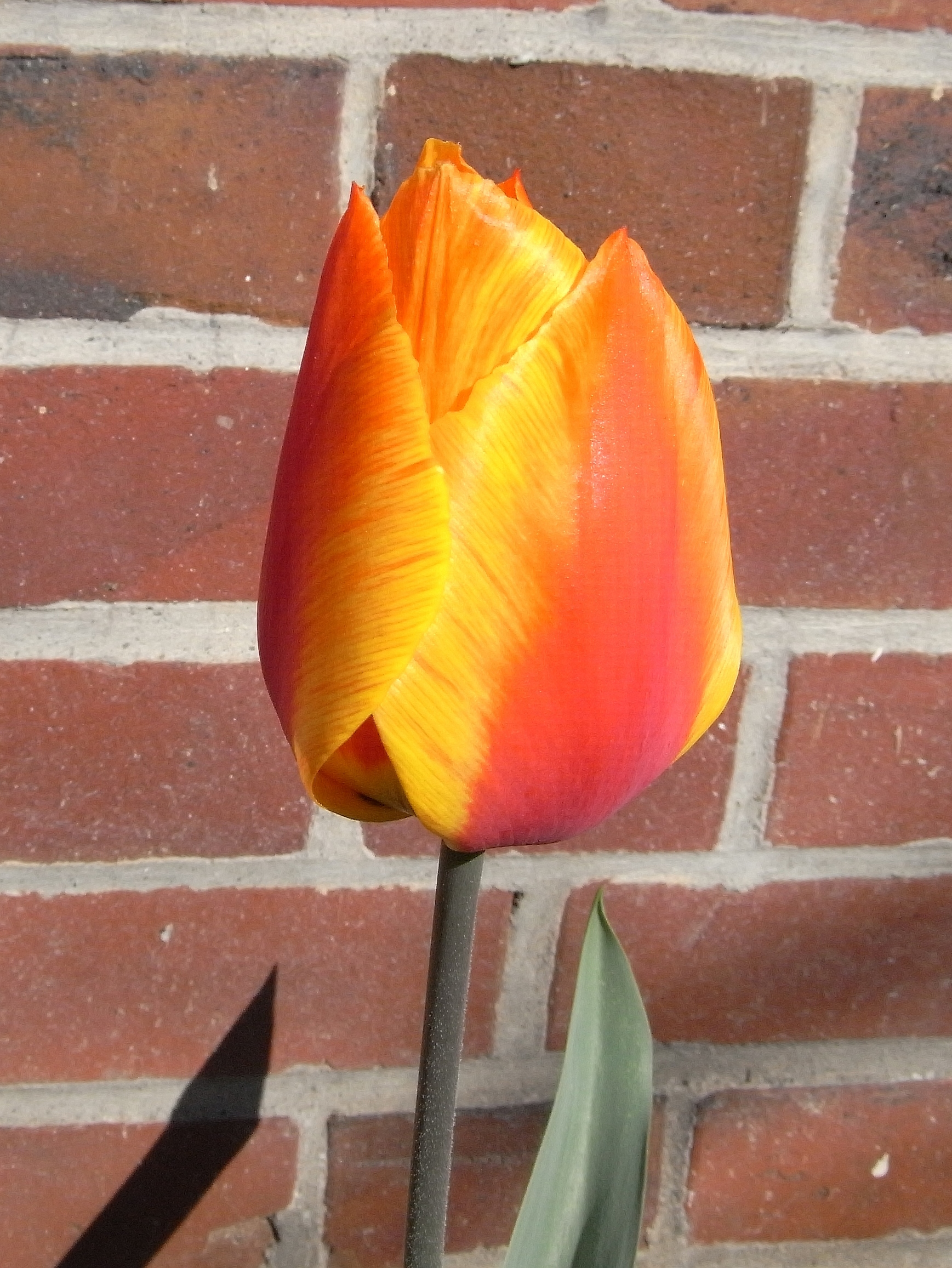
Tulipán

Tulipán (Tulipa) je rozsáhlý rod jednoděložných rostlin z čeledi liliovitých v užším pojetí (Liliaceae s. str.). Udává se nejméně asi 75 druhů ve čtyřech podrodech. Tulipány byly navíc intenzivně šlechtěny k okrasným účelům, takže existuje velká variabilita tvarů a barev.  

## Popis
Tulipány jsou vytrvalé cibulovité rostliny, listy jsou jednoduché, střídavé, horní listy se postupně zmenšují oproti spodním, s listovými pochvami. Čepele listů jsou čárkovité, kopinaté až podlouhlé, někdy trochu ztlustlé, se souběžnou žilnatinou. Květy jsou poměrně velké, většinou jednotlivé na vrcholu stonku. Okvětí se skládá ze šesti okvětních lístků ve dvou přeslenech. Tyčinek je šest ve dvou přeslenech, jsou volné. Gyneceum se skládá ze tří plodolistů, je synkarpní, semeník je svrchní. Plodem je tobolka. Tulipány se množí cibulkami, které se oddělují od matečné rostliny (na podzim).

## Dělení tulipánů
Rozlišujeme rané, středně rané a pozdní odrůdy tulipánů. Darwinovy hybridy mají pevné stonky, proto jsou vhodné k řezu. Liliokvěté tulipány dorůstají výšky 50 až 70 centimetrů a vyznačují se prohnutými okvětními lístky. Rembrandtovy tulipány okouzlují pestře pruhovanými nebo skvrnitými květy, což je způsobeno úmyslnou, neškodnou virovou infekcí. Tulipány Viridiflora mají bílé, žluté nebo červené květy se zelenými proužky. Neobvyklé papouškovité tulipány jsou hustě plnokvěté a mají kadeřavé okvětní lístky. Třepenité tulipány, které bývají většinou červené, se vyznačují jemně roztřepenými okraji okvětních lístků.
Tulipány se rozdělují na:
1. rané odrůdy – jednoduché rané tulipány, plné rané tulipány
2. středně rané – Triumph tulipány
3. pozdní – Darwinovy tulipány, liliokvěté t., jednoduché pozdní t., Rembrandtovy t., papouškovité t., plné pozdní (pivoňkovité) t., Tulipa kaufmanniana, T. fosteniana, T. greigii
4. původní druhy – Tulipa tarda, T. prestans, T. pulchella

Používají se na skalky, venkovní záhony, trávník i k řezu

## Rozšíření
Je známo přibližně 100 až 150 druhů tulipánů. Původní oblastí výskytu tulipánů je pravděpodobně Čína, konkrétně jižní svahy Pamíru, odtud se květina rozšířila (pravděpodobně obchodními karavanami) do Turecka, severní Afriky, Anatolie, Íránu a Japonska na východě. Většina druhů pochází z pohoří Pamír a Hindúkuš a kazašských stepí. Jinde jsou však hojně pěstovány a občas i zplaňují. Tulipány byly v oblibě u sultánů Mohameda II. (1451–1481) a Sulejmana Velikého (1520–1566).
V Česku není původní žádný druh tulipánů. Tulipán planý (Tulipa sylvestris) a tulipán zahradní (Tulipa × gesneriana) jsou hojně pěstované druhy a v okolí lidských sídel občas i zplaňují.

## Vybraní zástupci
- tulipán banátský (Tulipa hungarica)
- tulipán Greigův (Tulipa greigii)
- tulipán Kaufmannův (Tulipa kaufmannii)
- tulipán planý (Tulipa sylvestris), syn. tulipán lesní
- tulipán pozdní (Tulipa tarda)
- tulipán turkestánský (Tulipa turkestanica)
- tulipán zahradní (Tulipa × gesneriana)

## Původ a šíření
O původ tulipánu se přeli Osmané a Peršané. Peršané tvrdí, že Turci jim tulipány sebrali při výpravách, Turci naopak tvrdí, že nic neukradli, protože na jejich území tulipány rostly už od nepaměti. V obou státech se velice přísně kontroloval vývoz. Peršané vedli přesné záznamy, přičemž uznávali 1588 druhů. Na rozdíl od moderních vědců odlišovali druhy pouze podle barvy a velikosti.
V 16. a 17. století byly tulipány velmi populární jak v Osmanské, tak v Perské říši. V Turecku dokonce odlišujeme takzvané tulipánové období, které končilo až v 18. století. V knize Tulipán z Istanbulu nalezneme informaci, že pěstitelé květin z Istanbulu dělali nové, jinak barevné odrůdy, různými bizarními způsoby. V těchto státech zdobily tulipány i paláce. Například Selim II. nechal do paláce Topkapi přivézt z Krymu na 300 tisíc cibulek. nedaleko města Manisa pak nechal sultán Ahmed III. vysadit obrovské tulipánové zahrady, o které se staralo přes 900 zahradníků.
Již roku 1554 zaslal rakouský velvyslanec na dvoře sultána Sulejmana Nádherného několik cibulek do habsburské monarchie. Podle jiných zdrojů se však v polovině 16. století objevily nejprve v Praze (v Jelením příkopu na Pražském hradě) a až odtud se dostaly do Vídně a díky botanikovi Charlesi de L’Eclusi do nizozemského Leidenu, kde byly zasazeny do tamní nově založené univerzitní zahrady. V 17. století pak již bylo standardní, že velvyslanci dostávali cibulky tulipánů jako dary. Tulipány v Evropě dosáhly ohromné popularity. Zahrady s tulipány byly často vykrádány. Postupně se z tulipánu stala důležitá komodita. Během takzvané tulipánové horečky ve 30. letech 17. století cena cibulky tulipánu vyšplhala až na 5 500 florinů (100 litrů piva stálo 8 florintů). Po tomto ohromném boomu pak ovšem došlo k rychlému propadu cen.

## Název
Název tulipán je odvozen od tureckého slova tülbend, což v překladu znamená turban. Podle legendy dostal jeden mladík od dívky tulipán a vložil si ho do turbanu. Pak s ním zamířil do čajovny nedaleko od Modré mešity. V té seděl neznámý Evropan a zeptal se, co má na hlavě. Mladý muž mu odpověděl tülbend, neboť zapomněl, že má v turbanu tulipán. A tak vzniklo pojmenování tulipánu.
Mezinárodní etymologické slovníky však uvádějí, že šlo o přenesení významu na základě podobnosti smotaného turbanu s tulipánem.
Za zkomolení tureckého označení pro turban, tedy tuliban či tülbend, mohl velvyslanec habsburské monarchie v Konstantinopoli, který o nich psal císaři Ferdinandovi I. Habsburskému, jemuž krátce poté cibulky tulipánů údajně i zaslal.

## Toxicita
Tulipány jsou jedovaté, obsahují glykosidy tuliposidy a laktony tulipaniny. Nejvyšší koncentrace toxinů obsahuje cibule. Nebezpečné jsou pro zvířata i člověka. Otrava se projevuje sliněním, nevolností, zvracením a poruchami srdeční činnosti. Štáva může působit podráždění,  alergické reakce s otoky, pálením, ekzémy, při dlouhodobém kontaktu také odlupování kůže a poškození nehtů.

## Galerie

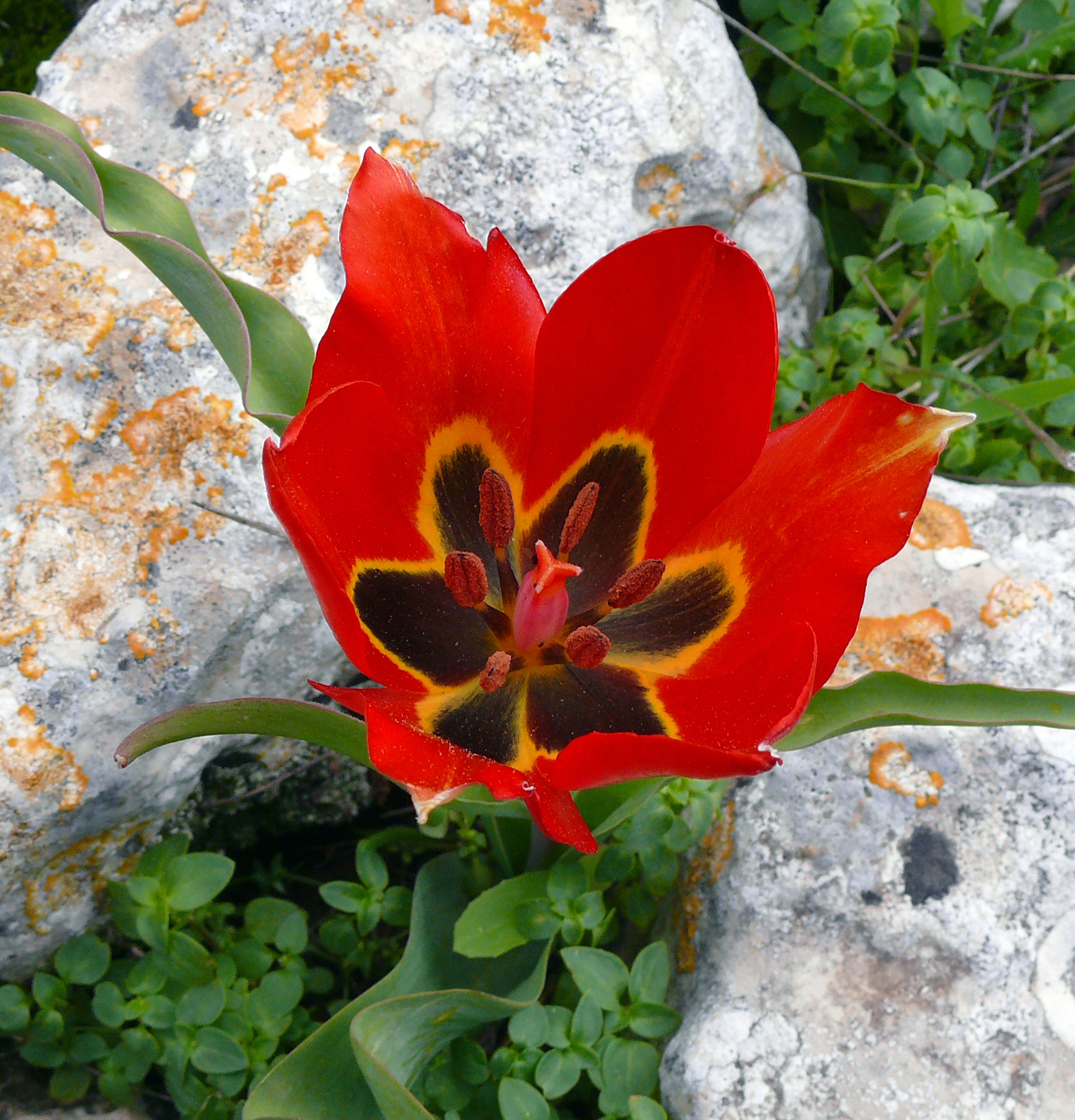
Tulipa agenensis
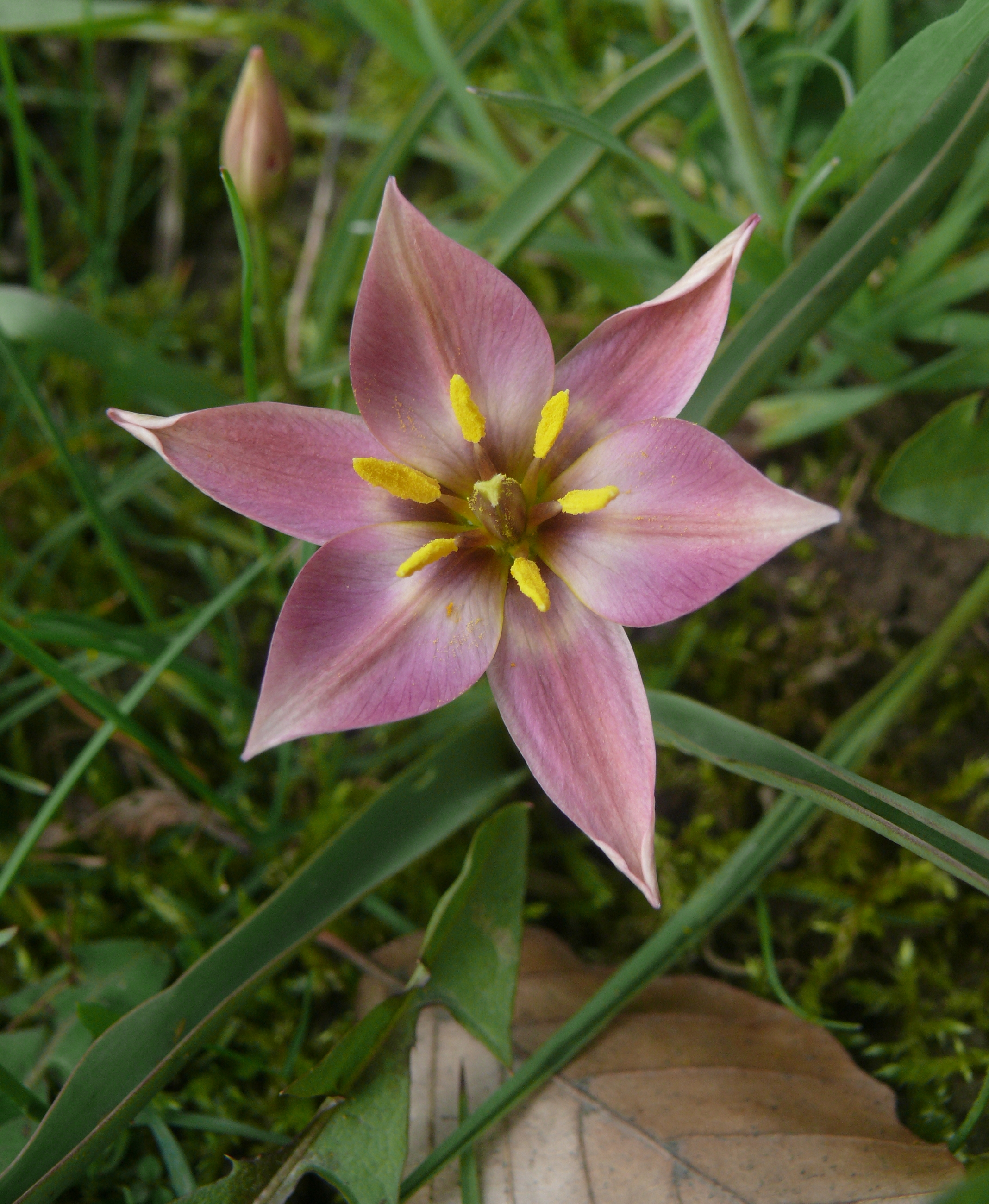
Tulipa aucheriana
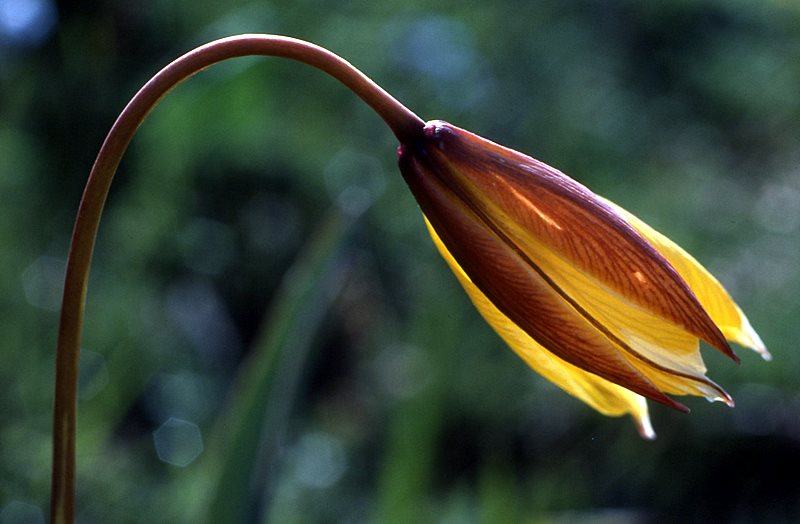
Tulipa australis
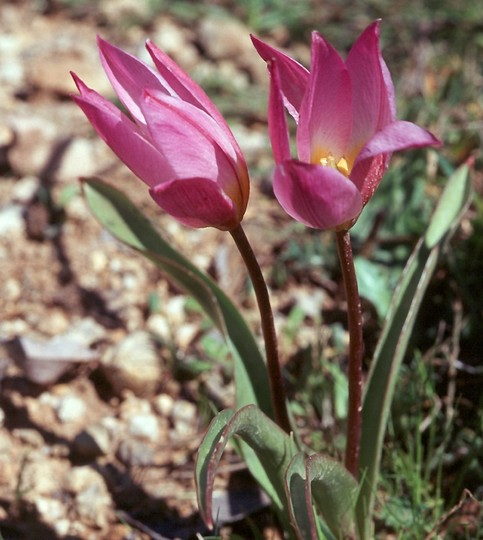
Tulipa bakeri
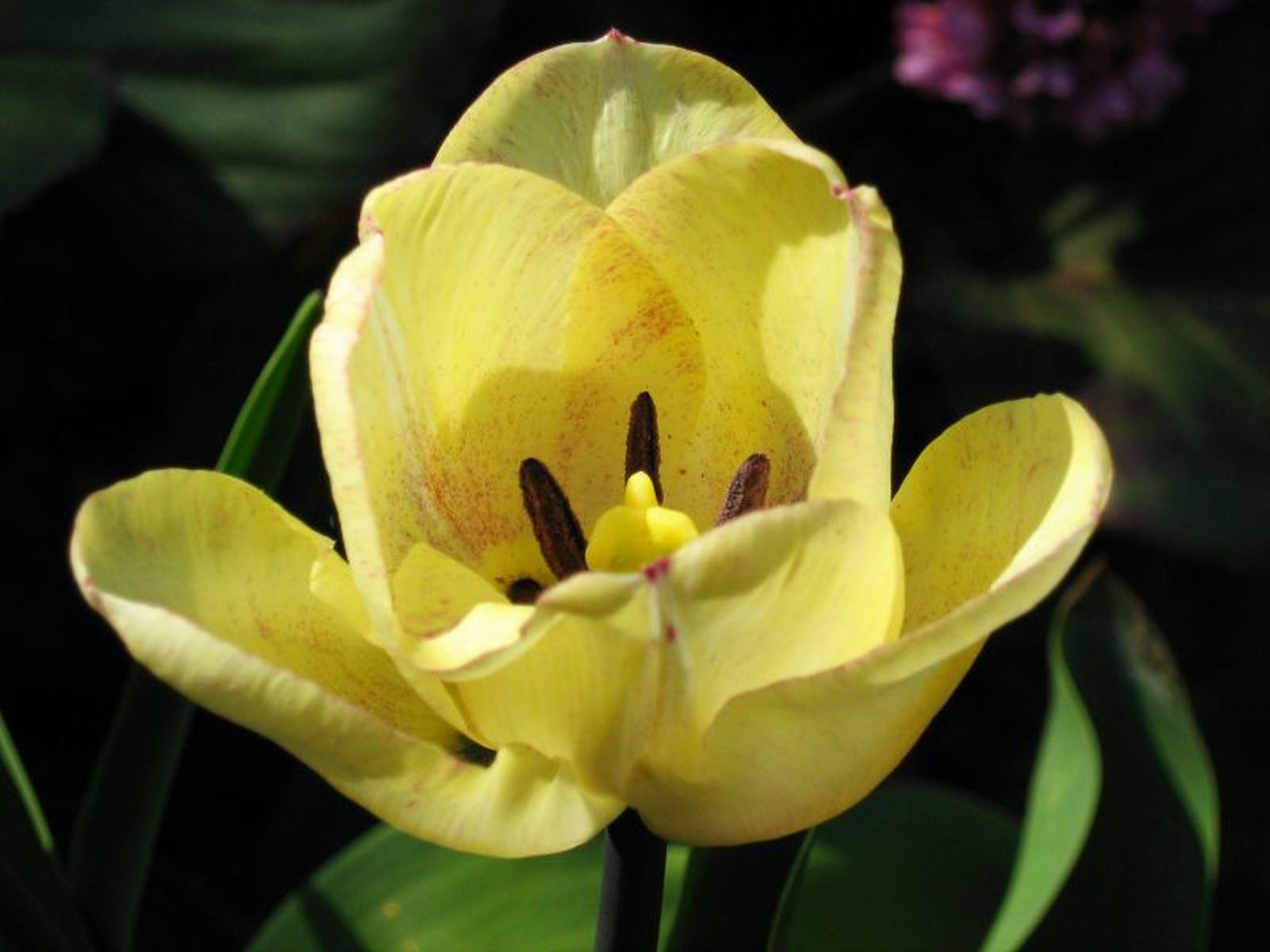
Tulipa butkovii
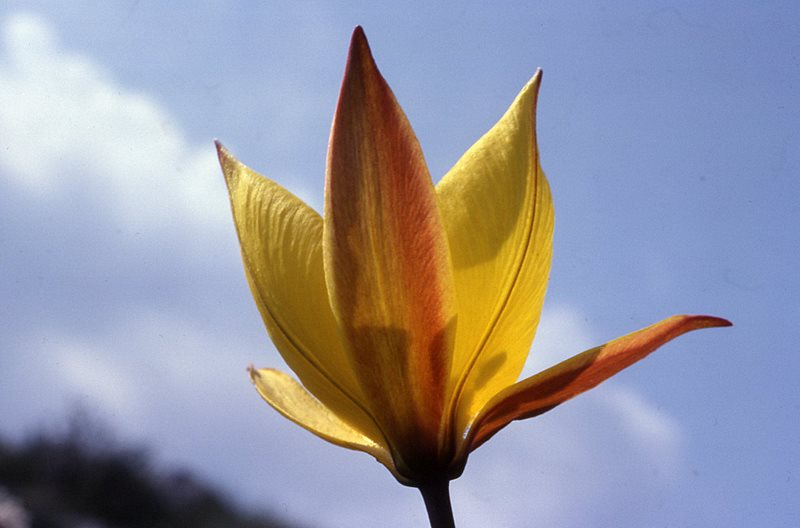
Tulipa celsiana
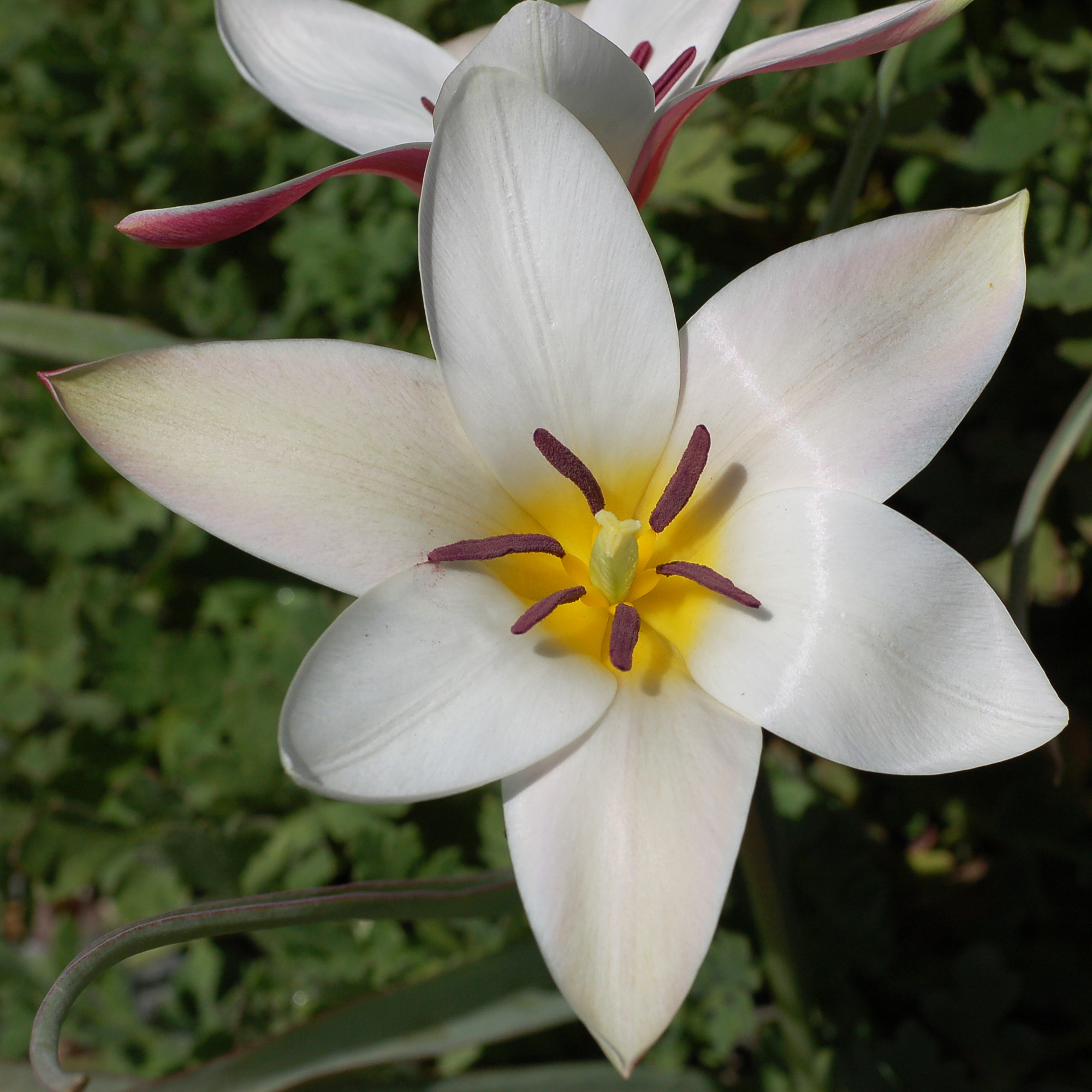
Tulipa clusiana
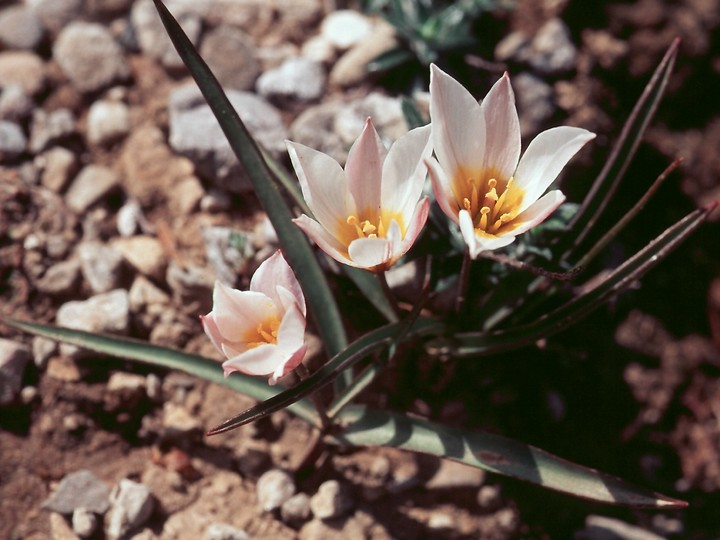
Tulipa cretica
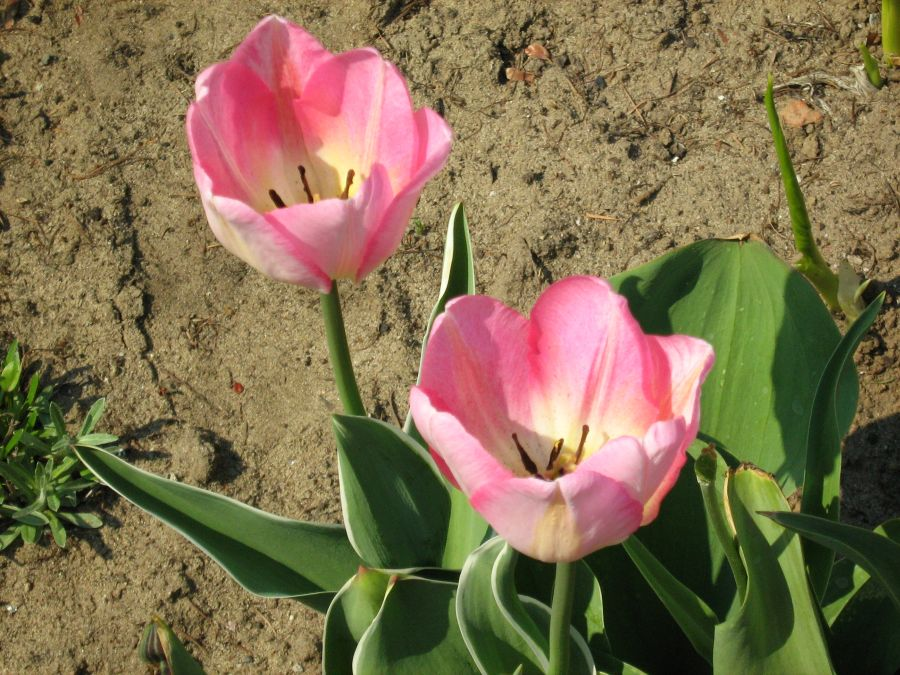
Tulipa florenskyi
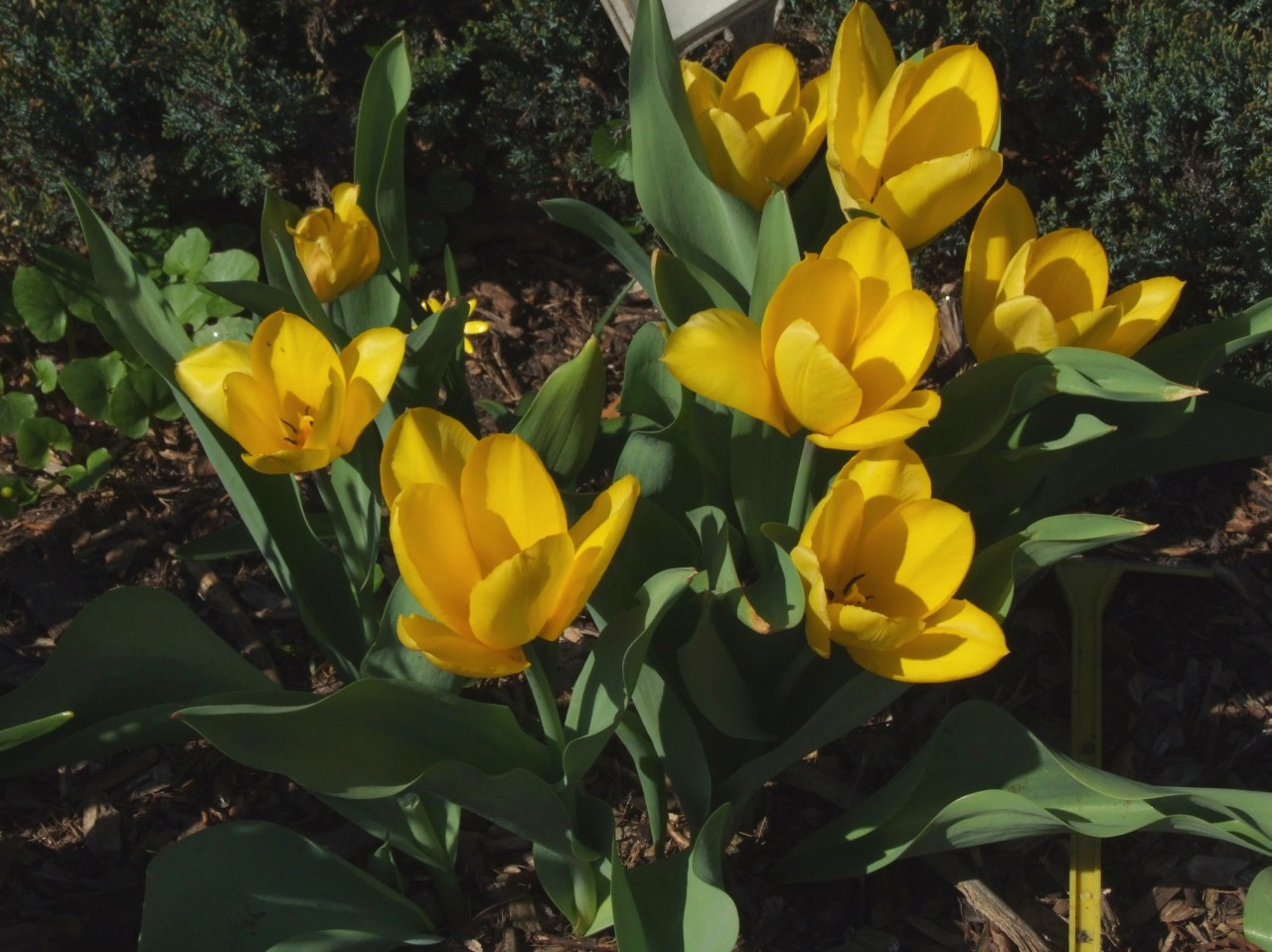
Tulipa fosteriana
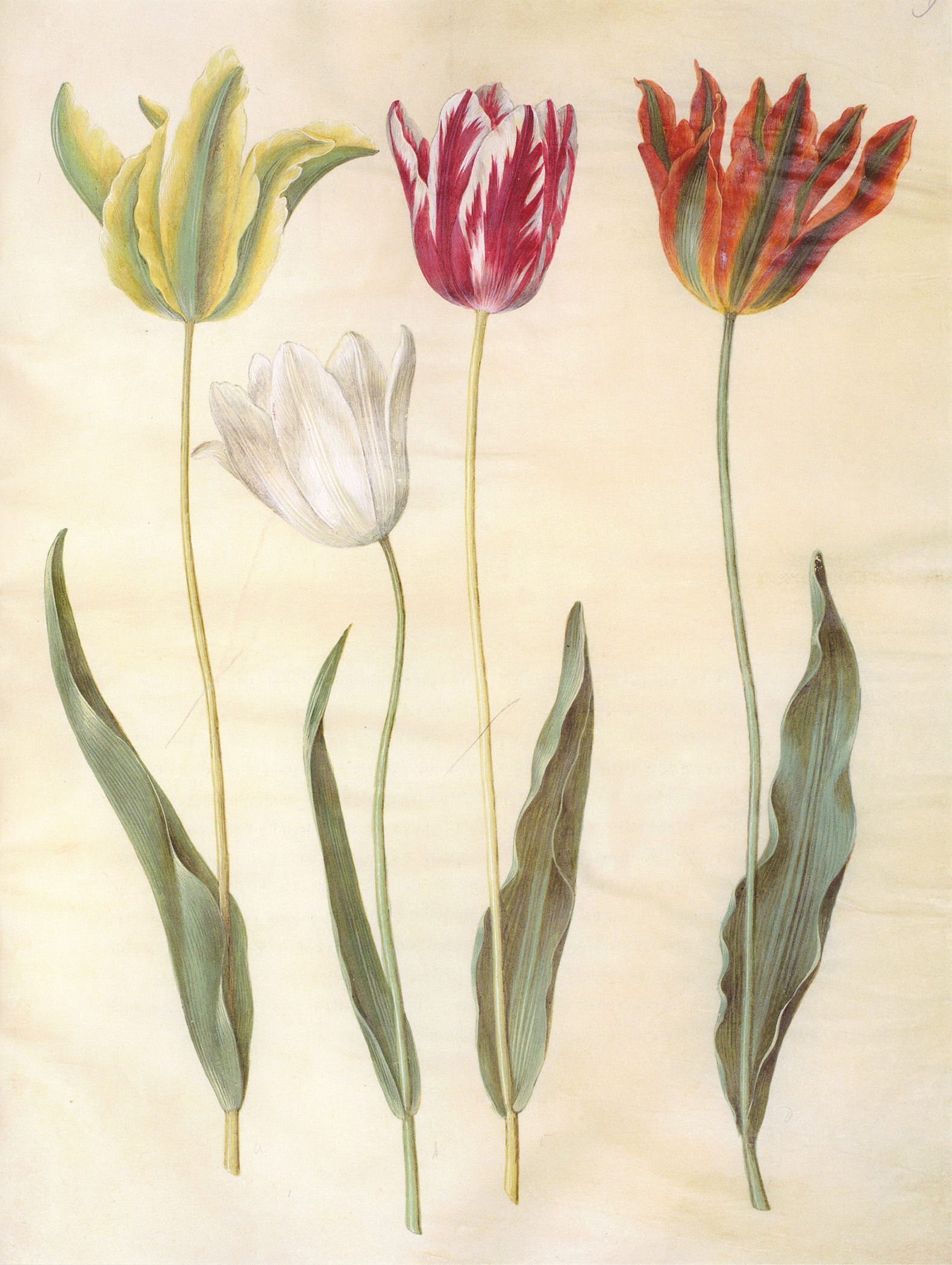
Tulipa gesneriana
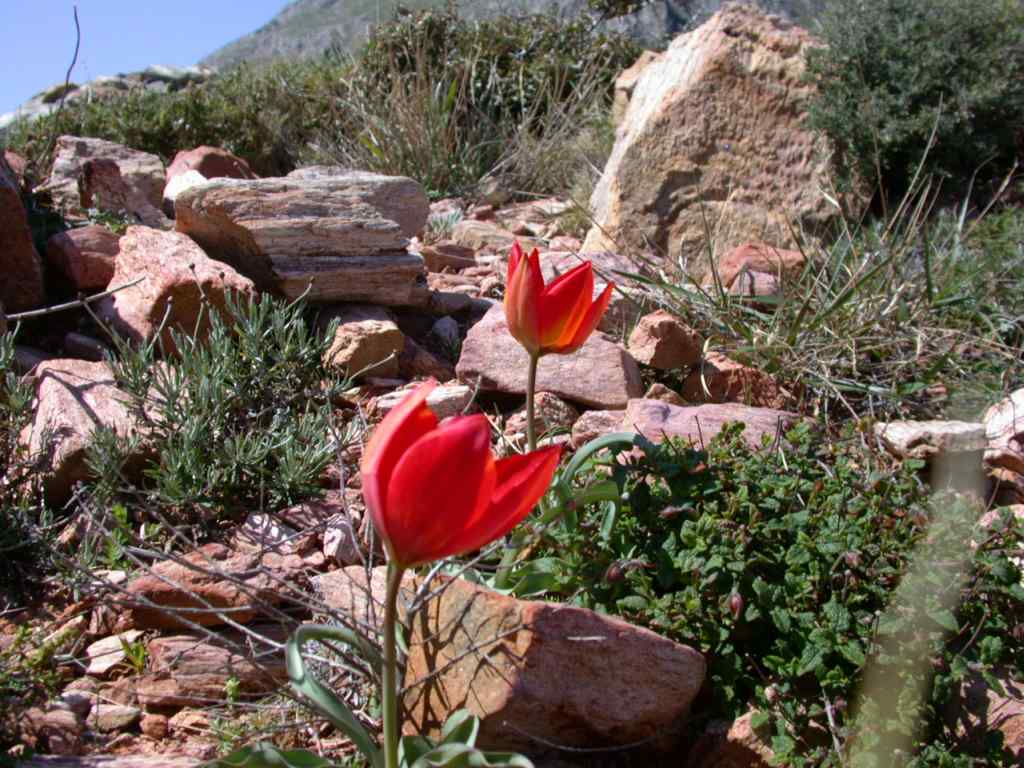
Tulipa goulimyi
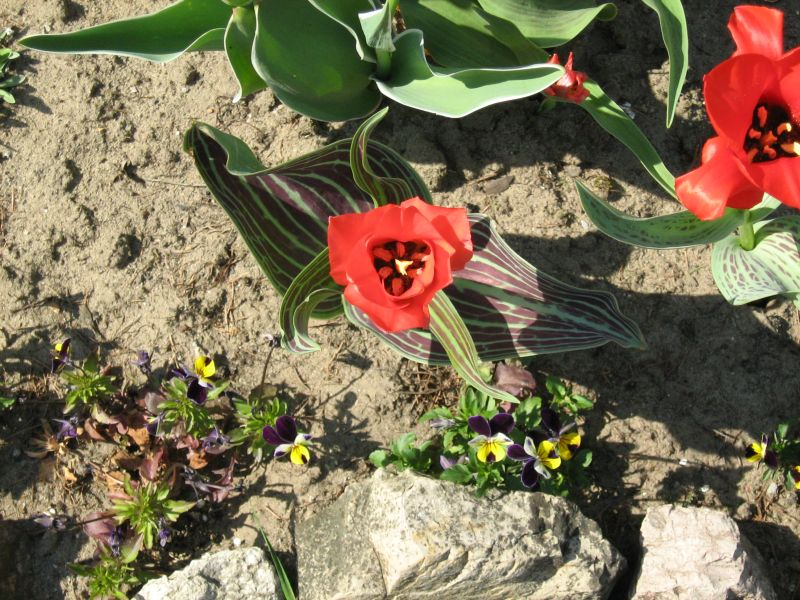
Tulipa greigii
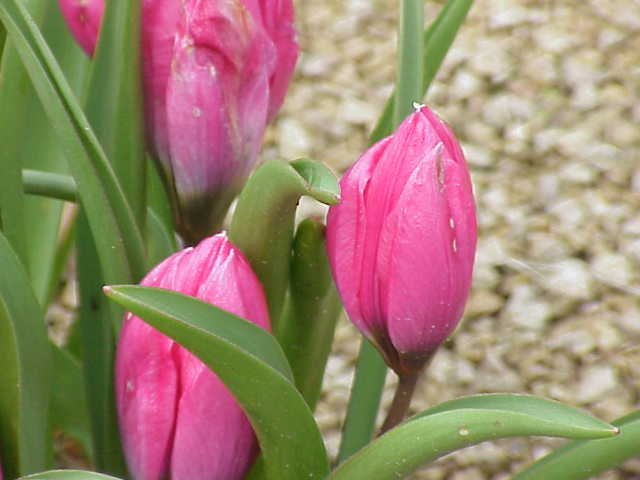
Tulipa humilis
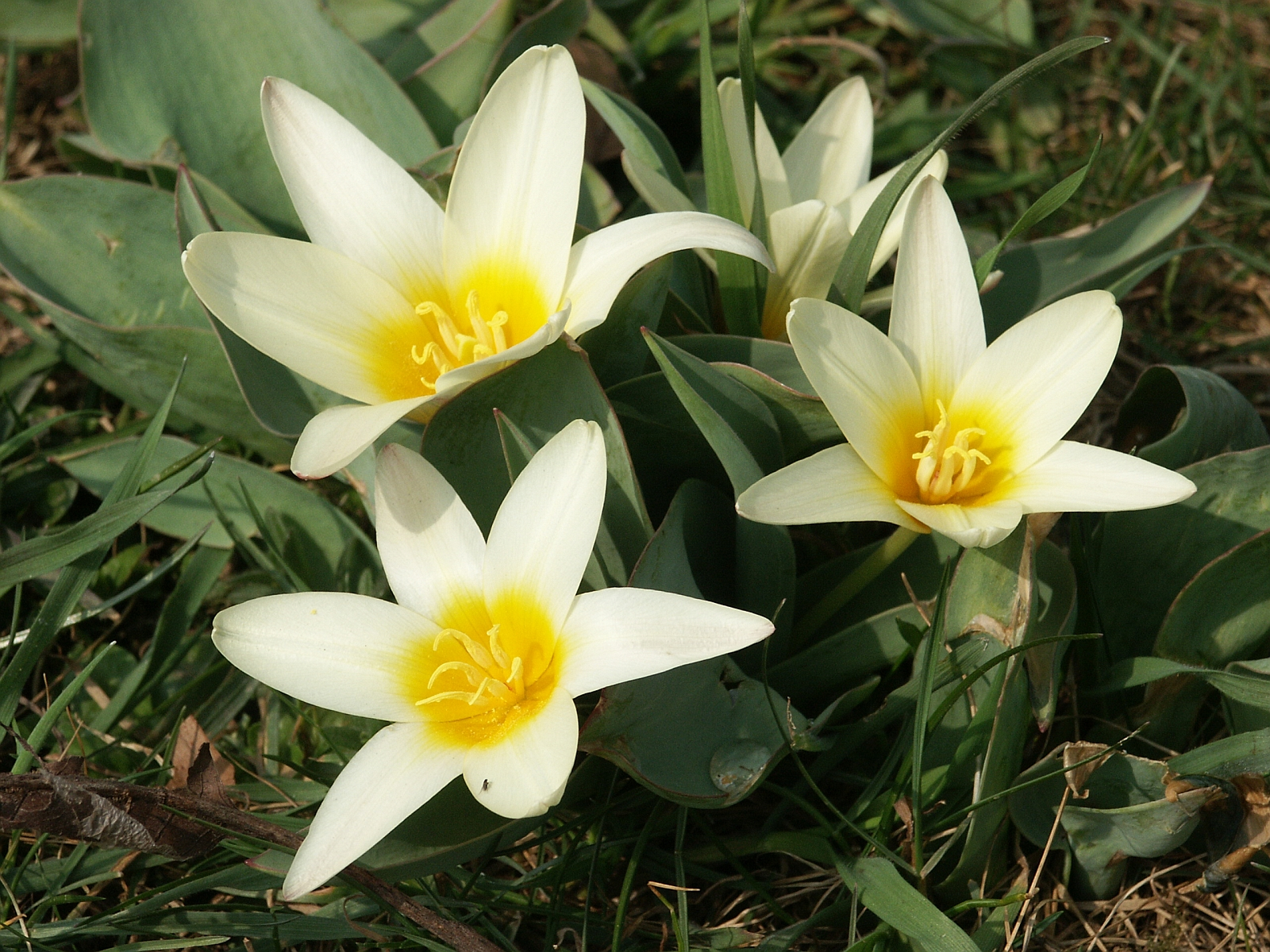
Tulipa kaufmanniana
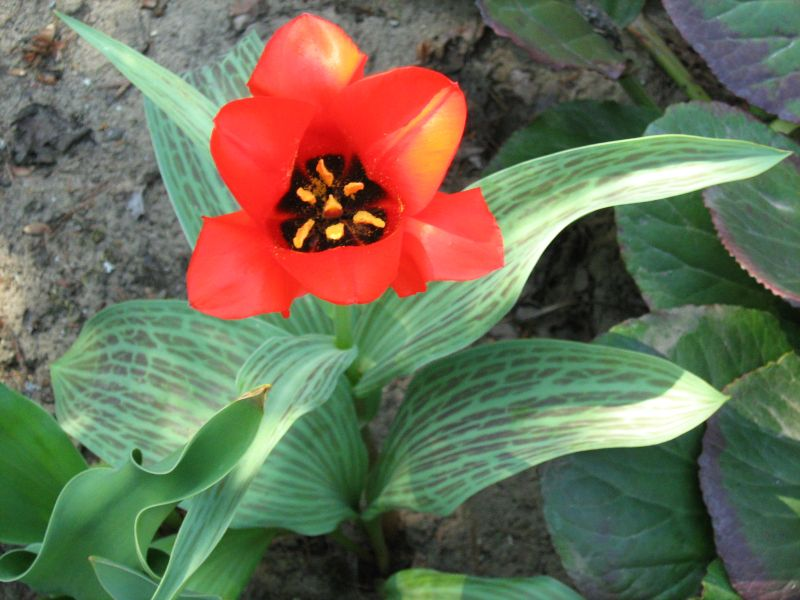
Tulipa kuschkensis
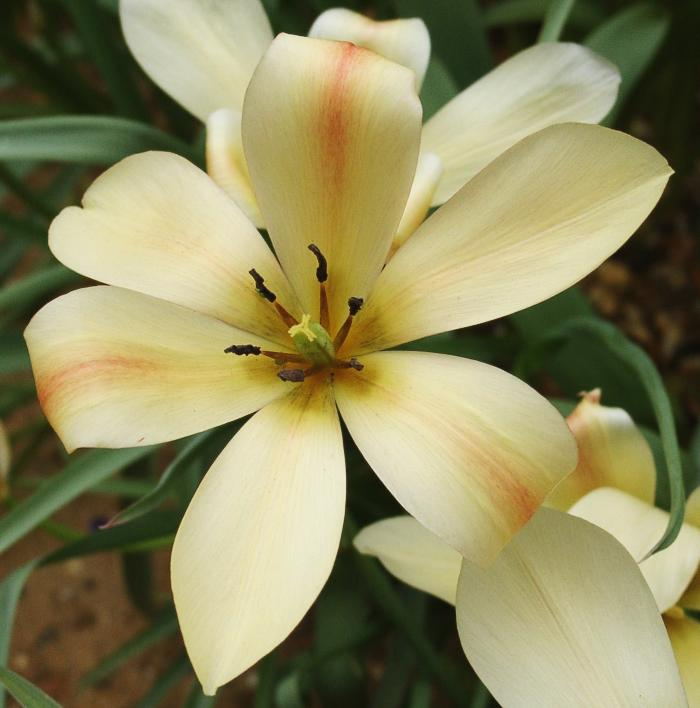
Tulipa linifolia
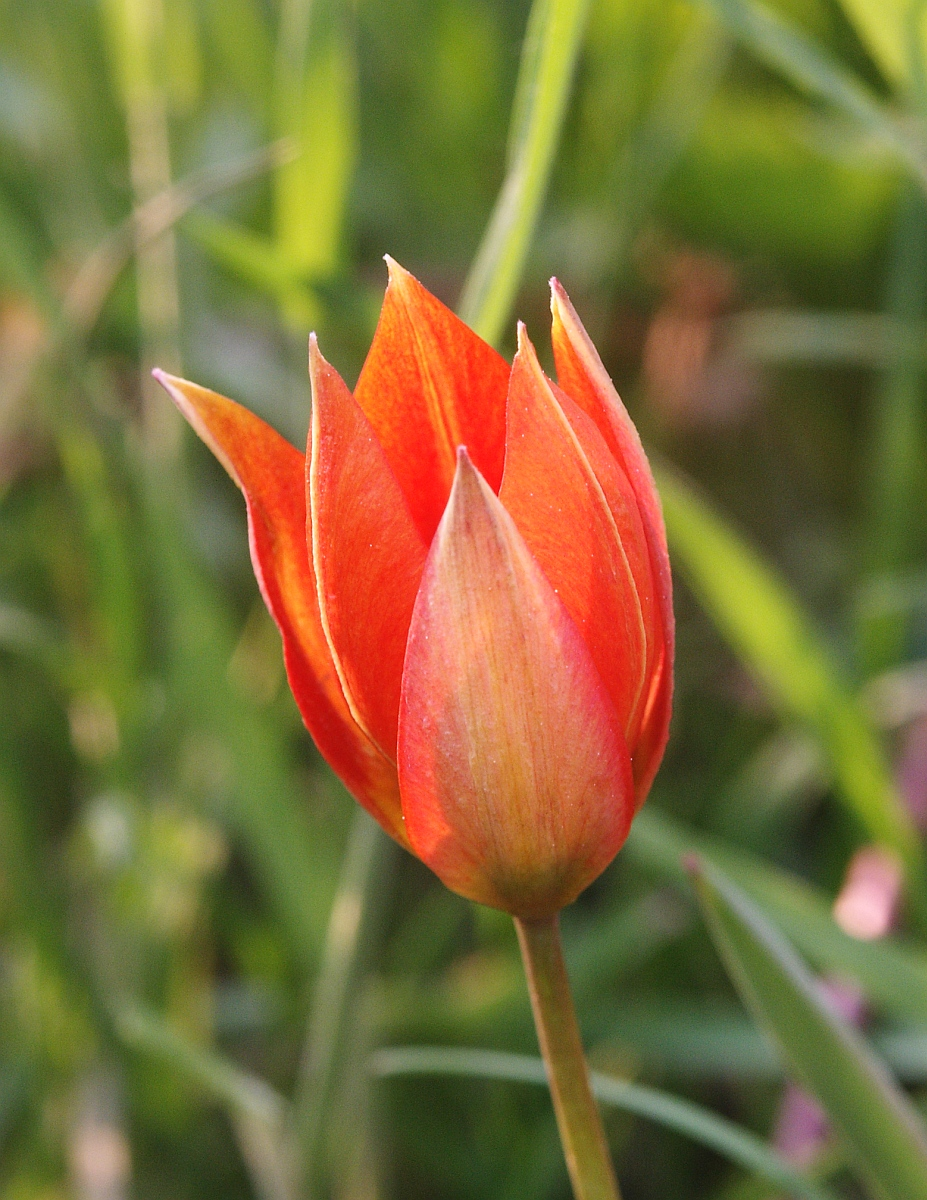
Tulipa orphanidea
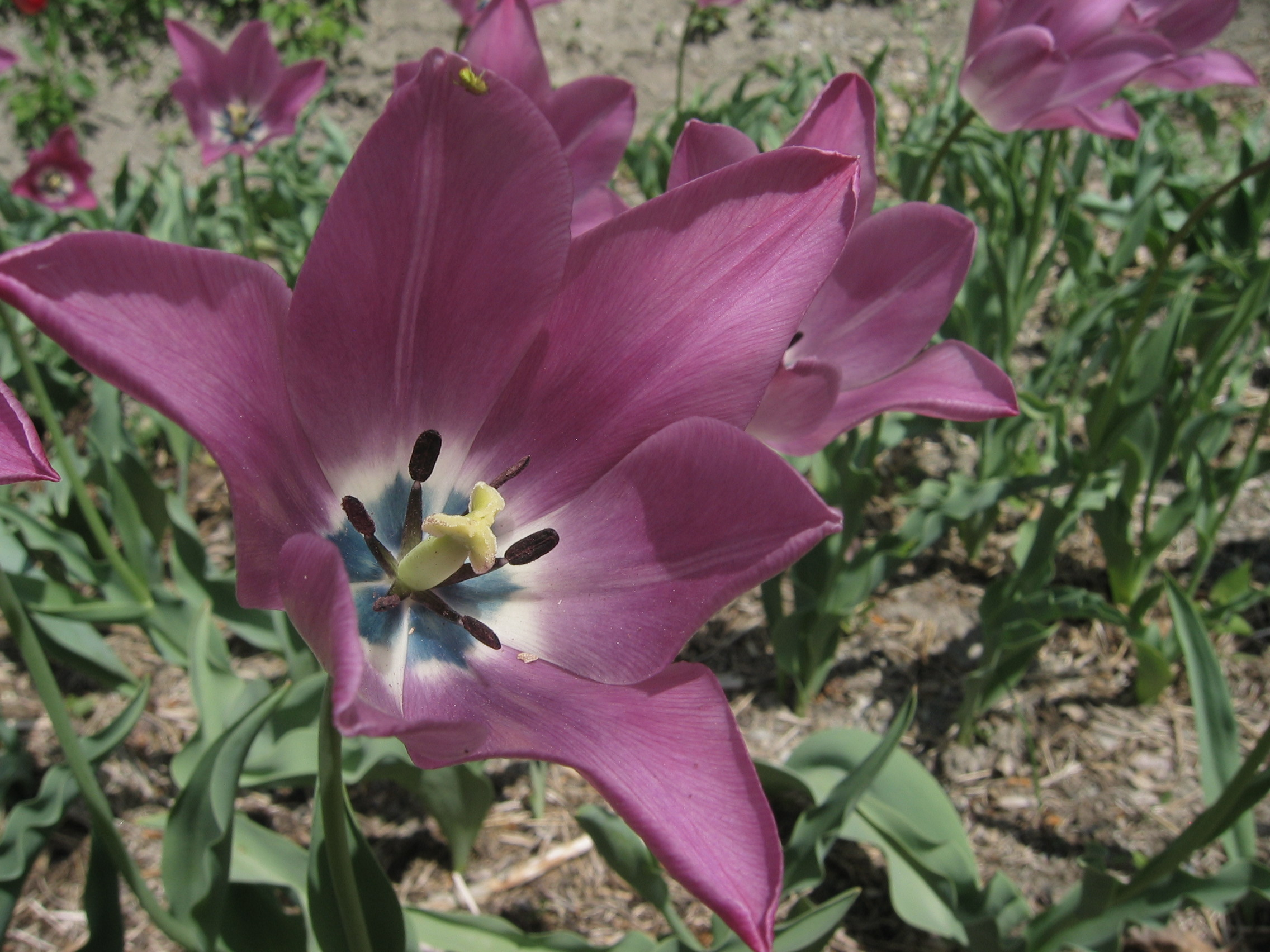
Tulipa platystigma
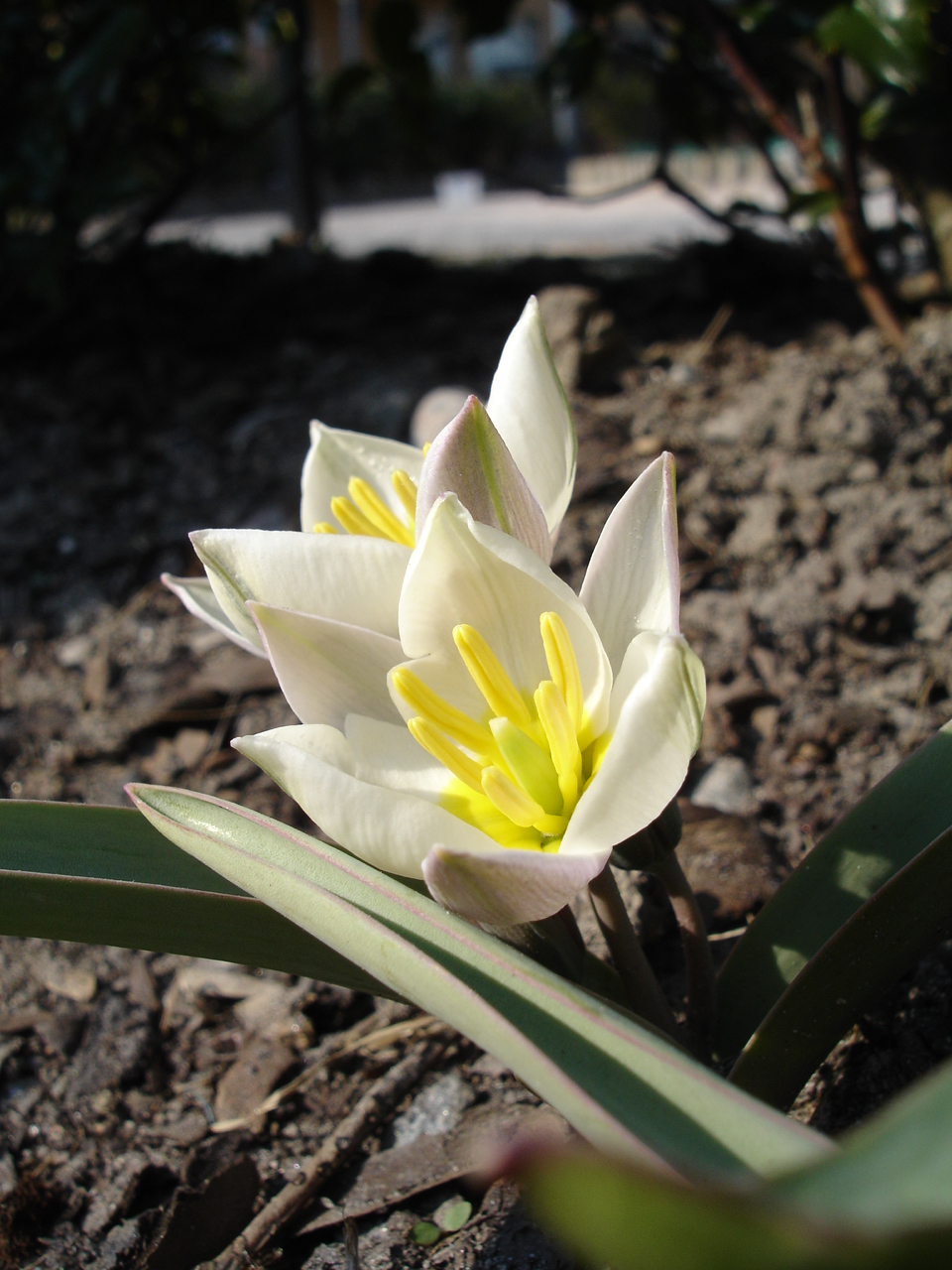
Tulipa polychroma
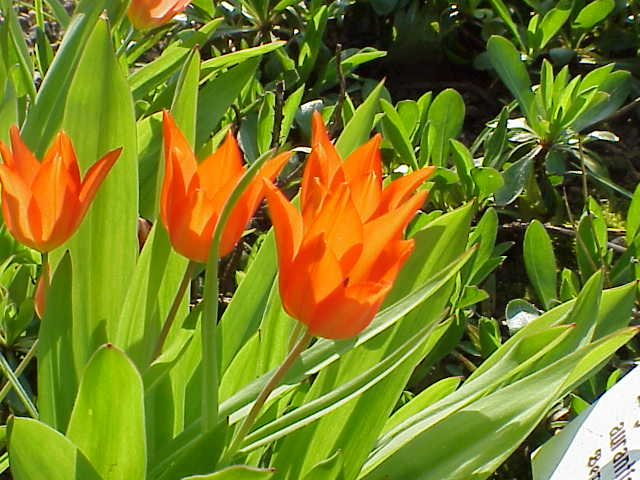
Tulipa praestans
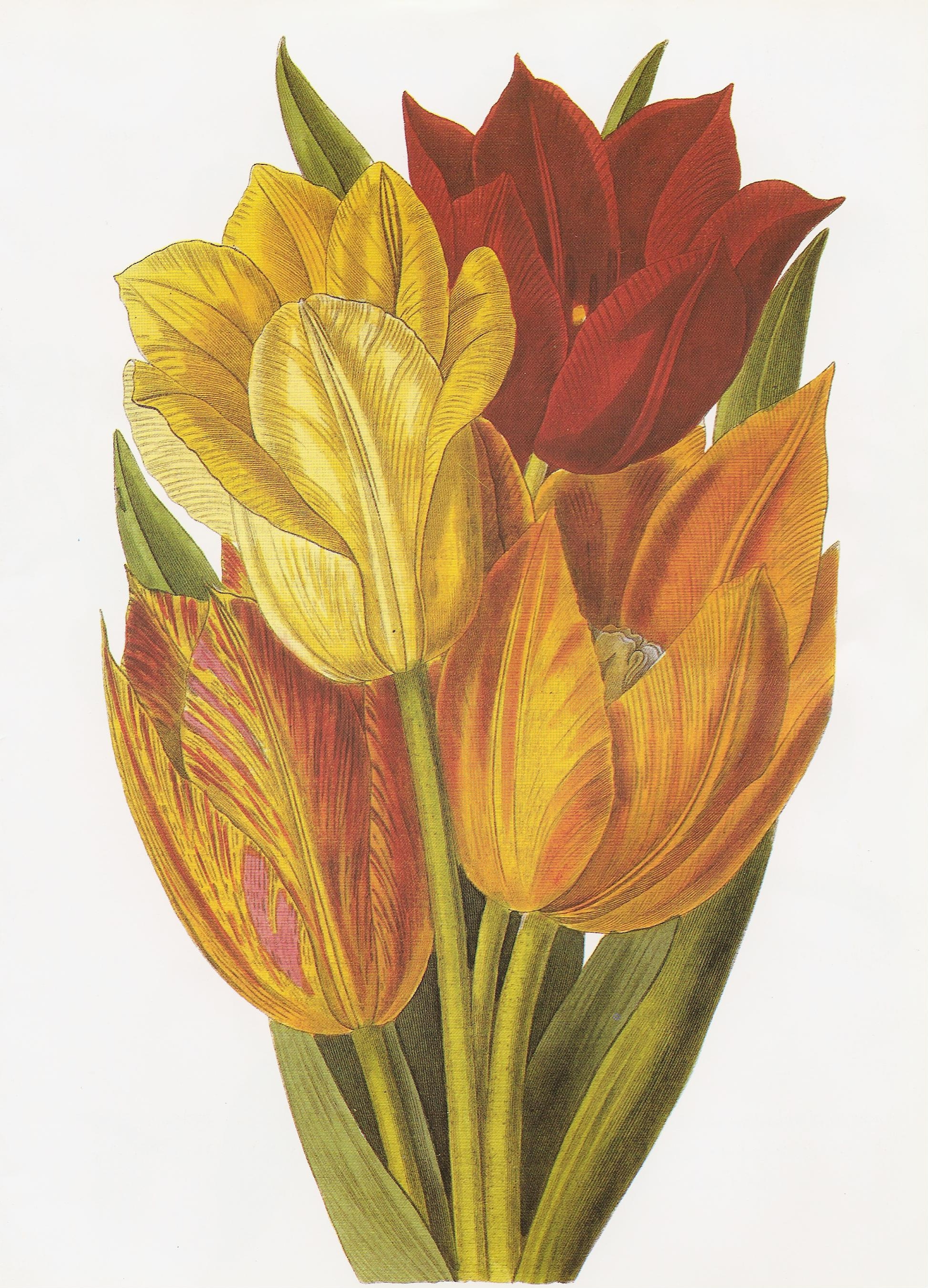
Tulipa scabriscapa
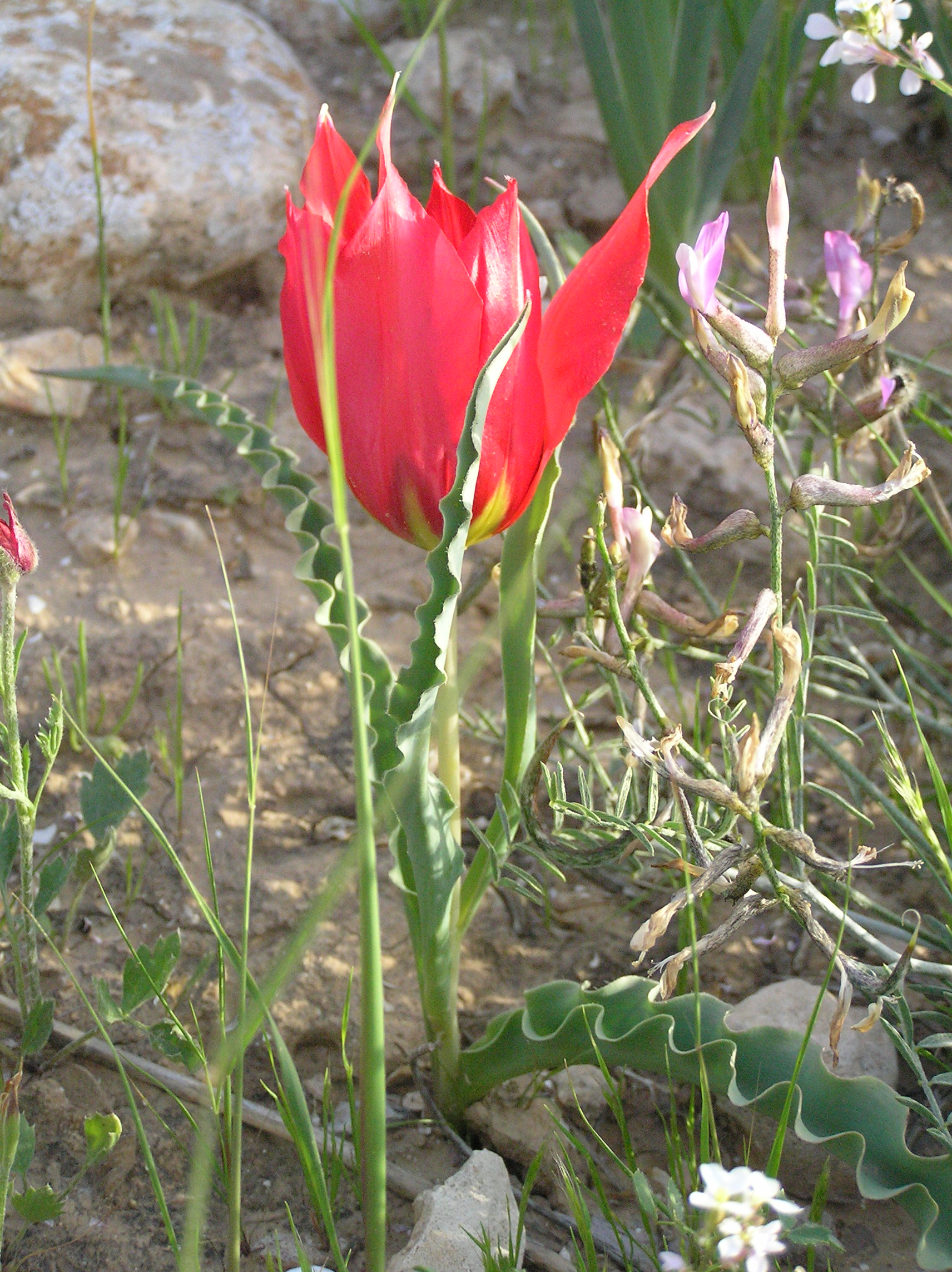
Tulipa systola
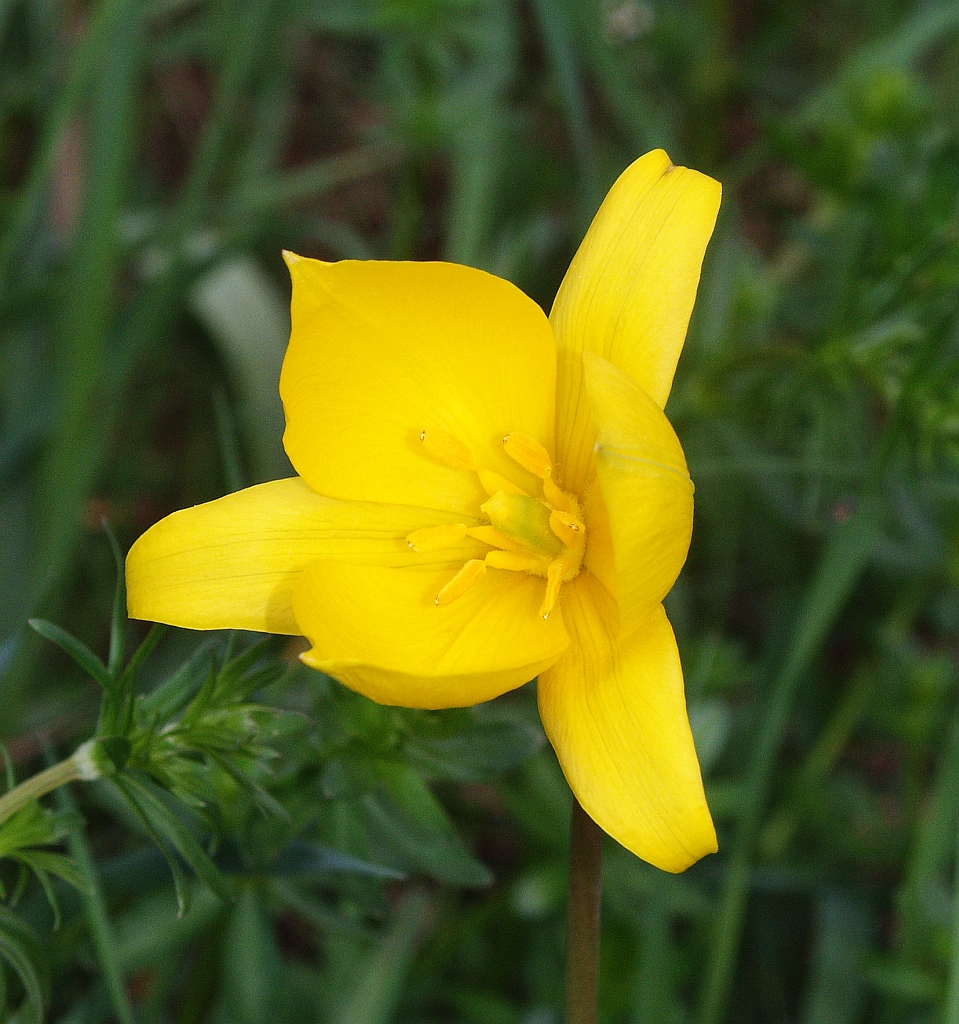
Tulipa sylvestris
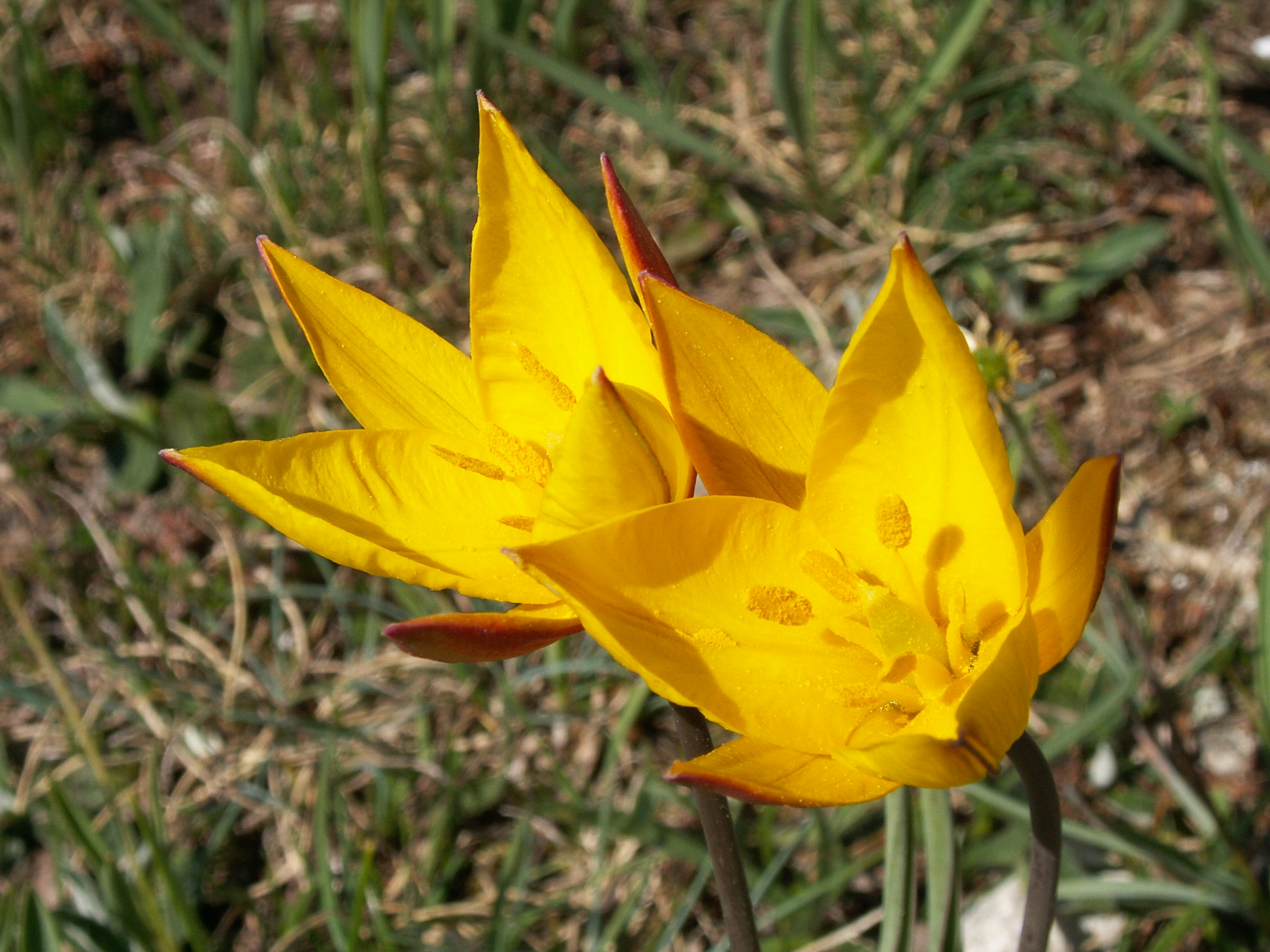
Tulipa sylvestris subsp. australis
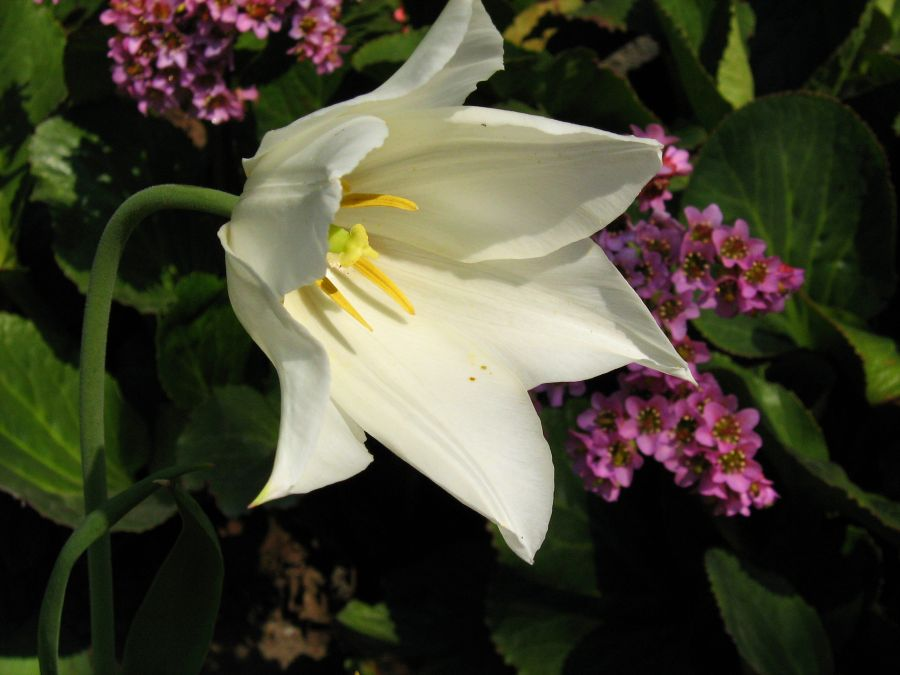
Tulipa taihangshanica
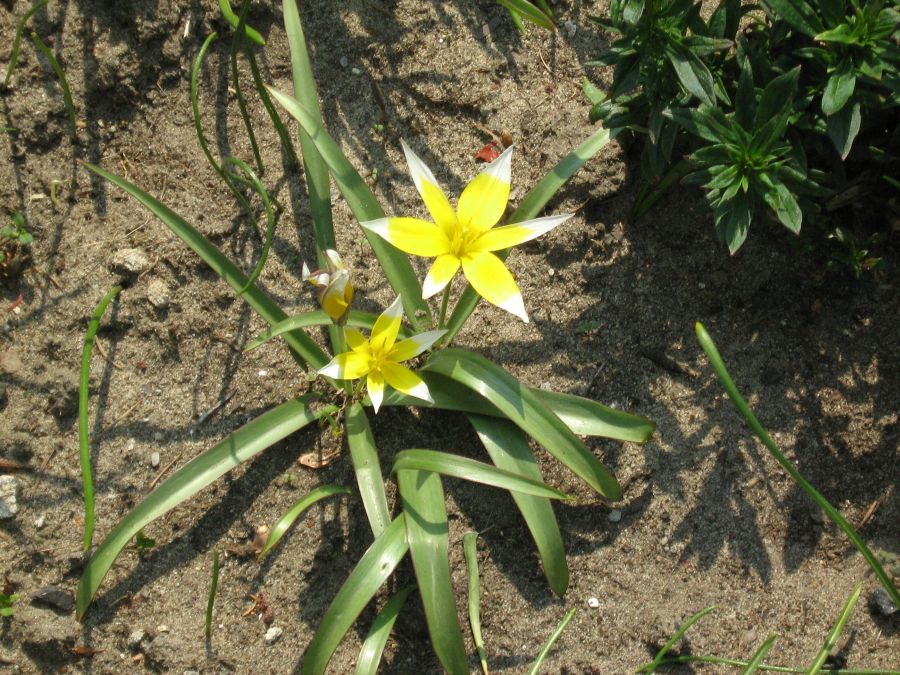
Tulipán pozdní
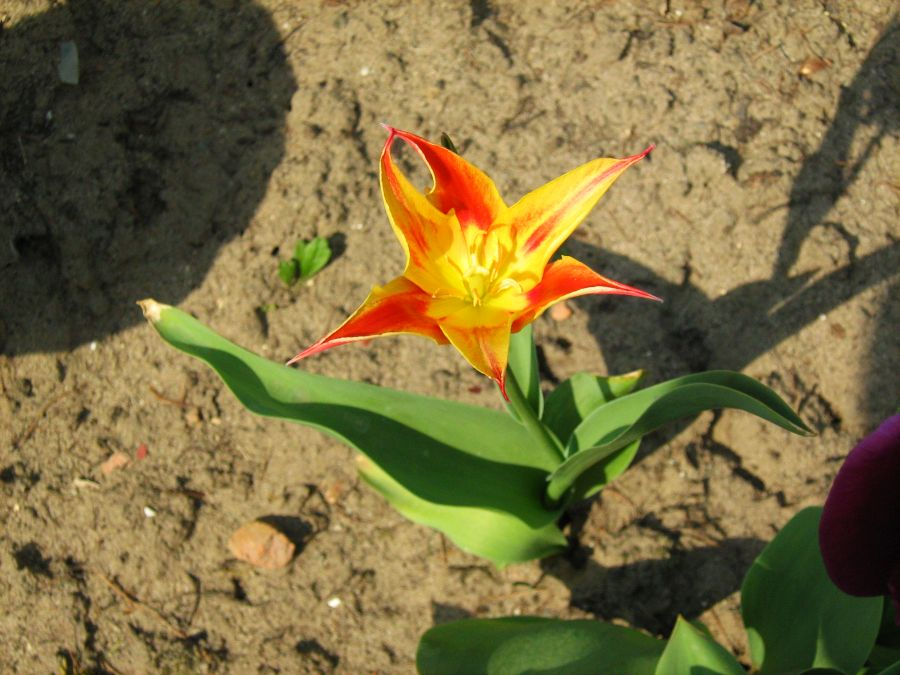
Tulipa tschimganica
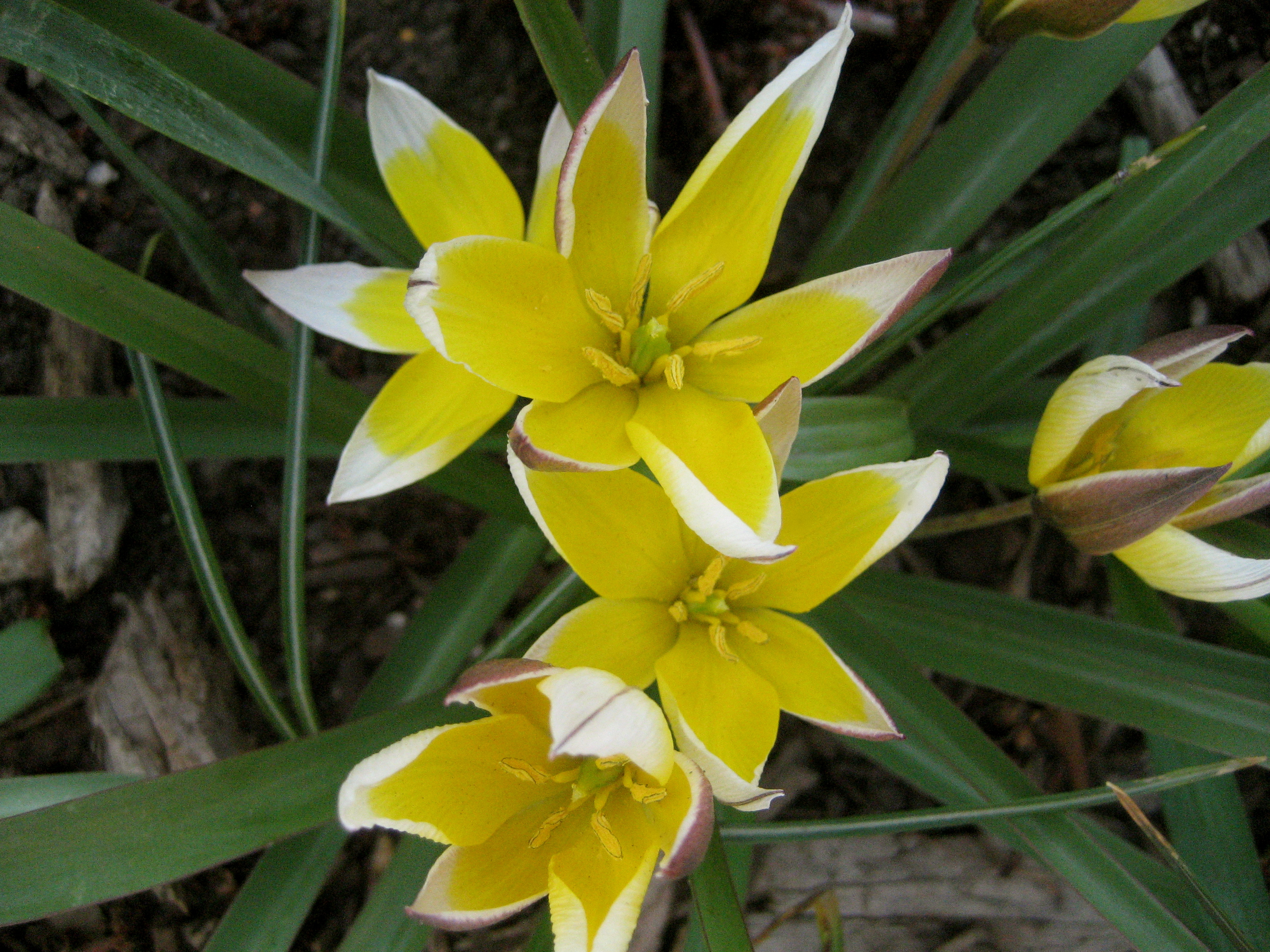
Tulipa turkestanica
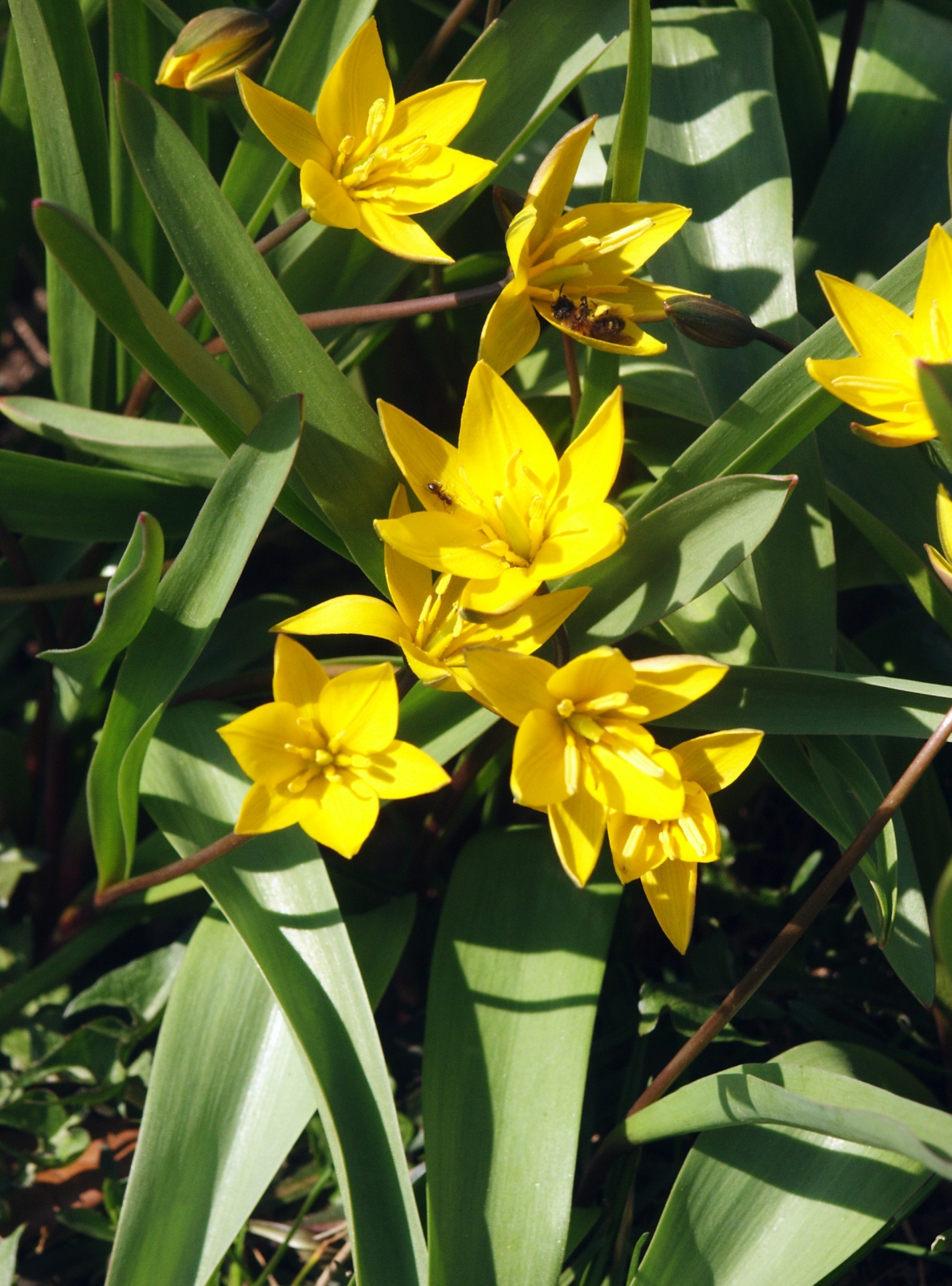
Tulipa urumiensis
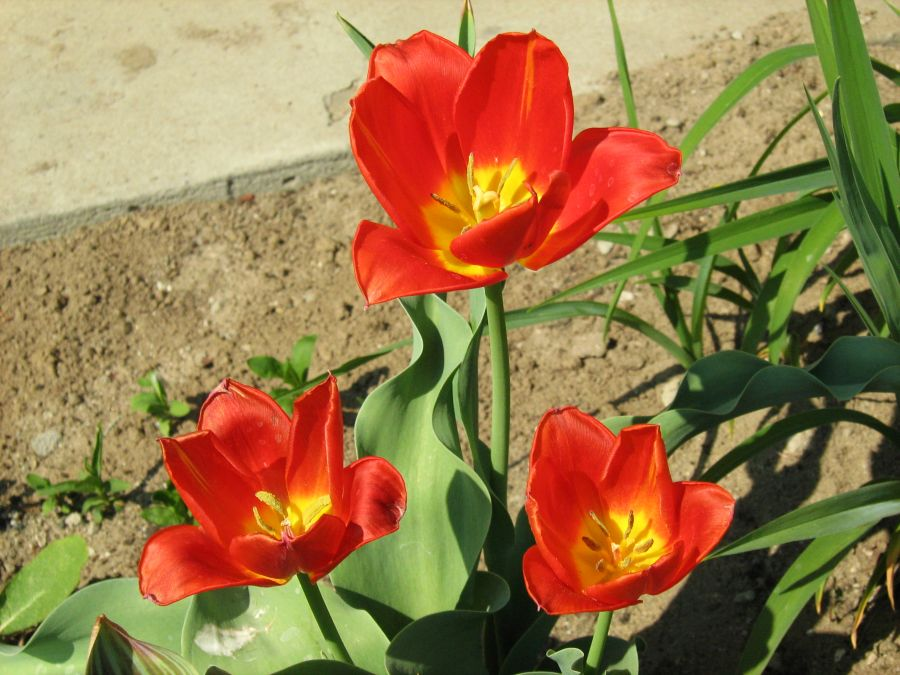
Tulipa vvedenskyi
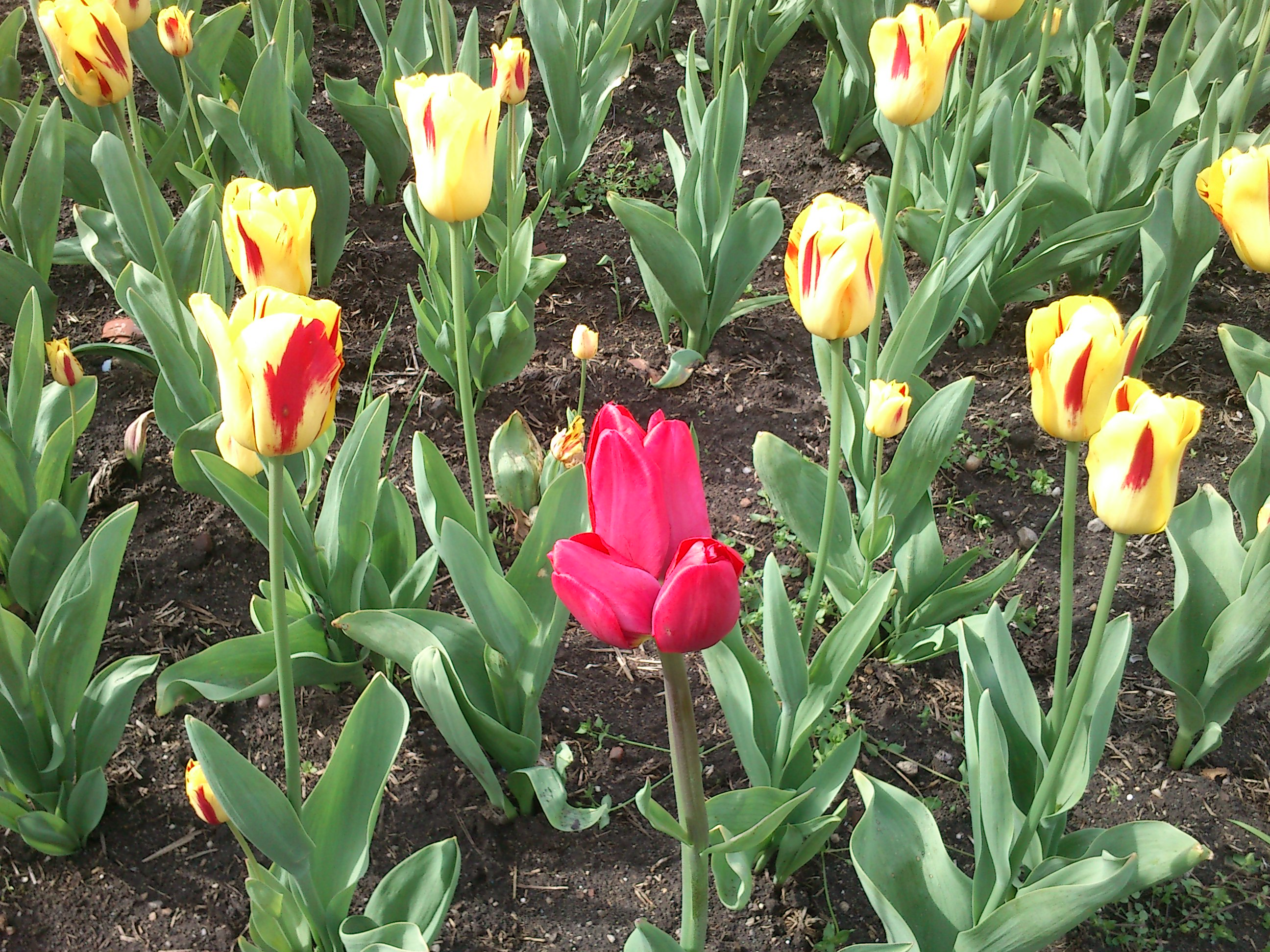
Zámecký park Lednice-tulipán se třemi květy rok 2016